# Esencja wermutowa
Esencja wermutowa – esencja, którą dodaje się do wina w celu stworzenia wina typu wermut. Uzyskuje się ją poprzez zalanie mieszaniny ziół wódką lub spirytusem. Najczęściej do produkcji esencji wermutowej stosuje się następujące rodzaje ziół: piołun alpejski, miętę pierzową, kozłek lekarski, goździki, gałkę muszkatołową, tatarak, fiołek, arcydzięgiel, majeranek, kolendrę, tysiącznik, jałowiec, imbir, tatarak oraz skórkę pomarańczową i cytrynową.